# Dendronephthya ramulosa
Dendronephthya ramulosa is een zachte koraalsoort uit de familie Nephtheidae. De koraalsoort komt uit het geslacht Dendronephthya. Dendronephthya ramulosa werd in 1862 voor het eerst wetenschappelijk beschreven door Gray. 